# 3:e armén
3:e armén var en sovjetisk armé tillhörande Röda Armén under andra världskriget. Den sattes upp i det Vitryska militärdistriktet 1939 och deltog i den sovjetiska invasionen av Polen.

## Polen
Armén deltog i den sovjetiska invasionen av Polen 1939 som syftade till att erövra de delar av Polen som Sovjetunionen hade tilldelats i Molotov–Ribbentrop-pakten

### Organisation
- 10:e skyttekåren
- 3:e skyttekåren
- 3:e kavallerikåren
- 15:e stridsvagnskåren

## Barbarossa
Armén tillhörde det västra militärdistriktet som ombildades till Västfronten vid den tyska invasionen den 22 juni 1941. Västfronten kom att anfallas av den starkaste av de tre tyska armégrupperna, armégrupp Mitte, denna förfogade över både Panzergruppe 3 och Panzergruppe 2. Den 27 juni möttes de båda pansargrupperna vid Minsk och inringade därmed 3:e armén, 10:e armén, 13:e armén, samt delar av 4:e armén, totalt cirka 20 divisioner.

### Organisation
Arméns organisation den 22 juni 1941:
- 4:e skyttekåren
- 21:e skyttekåren
- 11:e mekaniserade kåren

## Moskva
Inför det väntade tyska anfallet mot Moskva så hade 3:e armén återuppsatts och tillhörde nu Brjanskfronten. Armén grupperades söder om Potjep med 13:e armén på södra sidan av floden Desna som närmaste granne. Armén kom att inneslutas i den ficka som bildades när 2. Armee och Panzergruppe 2 möttes vid Brjansk

### Organisation
Arméns organisation den 1 oktober 1941:
- 137:e skyttedivisionen
- 148:e skyttedivisionen
- 269:e skyttedivisionen
- 280:e skyttedivisionen
- 282:a skyttedivisionen
- 4:e kavalleridivisionen

## Berlin
Armén tillhörde den södra flanken av 1:a vitryska fronten under anfallet mot Berlin.

### Organisation
Frontens organisation den 16 april 1945:
- 35:e skyttekåren
- 40:e skyttekåren
- 41:a skyttekåren
- 2:a gardeskavallerikåren
- 3:e gardeskavallerikåren
- 7:e gardeskavallerikåren
- 3:e gardesstridsvagnskåren
- 8:e gardesstridsvagnskåren